# Coryphaenoides murrayi
Coryphaenoides murrayi är en fiskart som beskrevs av Günther, 1878. Coryphaenoides murrayi ingår i släktet Coryphaenoides och familjen skolästfiskar. Inga underarter finns listade i Catalogue of Life.